# Neodiogmites melaleucus
Neodiogmites melaleucus là một loài ruồi trong họ Asilidae. Neodiogmites melaleucus được Schiner miêu tả năm 1868.